# Leptagrion porrectum
Leptagrion porrectum – gatunek ważki z rodziny łątkowatych (Coenagrionidae). Endemit wschodniej Brazylii; stwierdzony w stanach Espírito Santo i Pernambuco.